# Nathaniel P. Hill

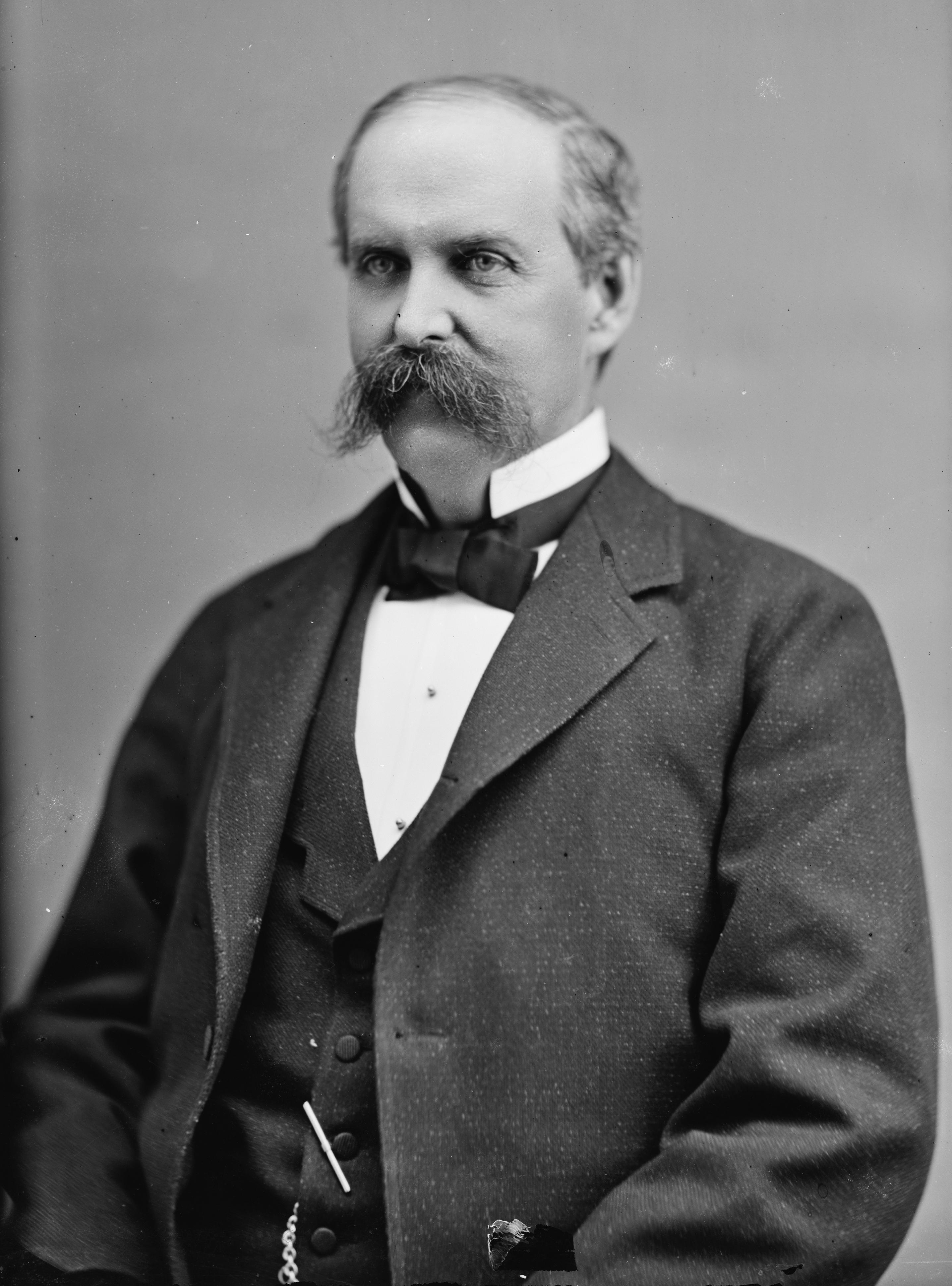
Nathaniel P. Hill

Nathaniel Peter Hill (* 18. Februar 1832 in Montgomery, New York; † 22. Mai 1900 in Denver) war ein US-amerikanischer Politiker (Republikanische Partei), der den Bundesstaat Colorado im US-Senat vertrat.

## Leben
Nathaniel Hill kam im Brick House zur Welt, das heute unter dem Namen Nathaniel Hill Brick House im Register of Historic Places des Orange County gelistet ist. Er besuchte eine Privatschule in Montgomery und machte 1856 seinen Abschluss an der Brown University in Providence. Im Anschluss bekam er dort eine Anstellung als Chemiedozent, die er bis 1864 innehatte.
Nachdem er im Frühjahr 1865 mineralogische Forschungen in Colorado betrieben hatte, verbrachte den Rest dieses und einen Teil des folgenden Jahres in Europa, wo er an den Universitäten von Swansea und Freiburg Metallurgie studierte. Dies half ihm, eine perfektionierte Methode zur Goldgewinnung zu entwickeln, mit der er in die Vereinigten Staaten zurückkehrte. Er ließ sich in Black Hawk im Colorado-Territorium nieder und wurde Geschäftsführer der Boston & Colorado Smelting Company.
1871 wurde Hill Bürgermeister von Black Hawk; von 1872 bis 1873 gehörte er dem Territorialrat an. 1873 zog er nach Denver, wo er weiter seinen vorherigen Geschäften nachging, aber auch ins Immobiliengewerbe einstieg. Schließlich wurde er in den US-Senat gewählt, dem er eine Legislaturperiode lang vom 4. März 1879 bis zum 3. März 1885 angehörte; während dieser Zeit war er unter anderem Vorsitzender des Bergbauausschusses.
Hill, der auch Eigentümer und Herausgeber der Zeitung Denver Republican war, fungierte danach noch als Leiter der US-Delegation in der Internationalen Währungskommission, die 1891 in Washington tagte. Er starb im Mai 1900 in Denver.